# Wiktorija Kuziakina
Wiktorija Aleksandrowna Kuziakina (ros. Виктория Александровна Кузякина) (ur. 1 czerwca 1985) – rosyjska siatkarka, reprezentantka kraju, występująca na pozycji libero. Od sezonu 2015/2016 występuje w rosyjskiej Superlidze, w drużynie Dinamo Kazań.

## Sukcesy klubowe
Mistrzostwo Rosji:
- 2006, 2007, 2009
- 2008, 2010, 2011
- 2013, 2014

Puchar Rosji:
- 2009

## Sukcesy reprezentacyjne
Mistrzostwa Europy:
- 2015

## Nagrody indywidualne
- 2011 - Najlepsza libero Grand Prix